# Saint-Étienne-Vallée-Française
Saint-Étienne-Vallée-Française település Franciaországban, Lozère megyében. Lakosainak száma 494 fő (2022. január 1.). Saint-Étienne-Vallée-Française Saint-Martin-de-Boubaux, Mialet, Saint-Jean-du-Gard, Moissac-Vallée-Française és Saint-Germain-de-Calberte községekkel határos.

## Népesség
A település népessége az elmúlt években az alábbi módon változott:
| Lakosok száma | 476  | 433  | 456  | 516  | 520  | 515  | 510  | 505  | 502  | 494  |
|               | 1968 | 1982 | 1990 | 2006 | 2013 | 2015 | 2017 | 2019 | 2020 | 2022 |